# Масельський Олександр Степанович
Олекса́ндр Степа́нович Масе́льський (7 грудня 1936, Хмельове, Маловисківський район, Кіровоградська область, Українська РСР — 12 квітня 1996, Харків, Україна) — український кандидат сільськогосподарських наук, суспільно-політичний діяч. Депутат Верховної Ради УРСР 11-го скликання. Член ЦК КПУ в 1986—1991 роках. Народний депутат СРСР у 1989—1991 роках.

## Життєпис
Народився 7 грудня 1936 в с. Хмельове Кіровоградської області в багатодітній селянській сім'ї. Батько був колгоспником, мати  — Олександра Артемівна була із запорозького козацького роду. Мав четверо братів і двох сестер.
Трудову діяльність розпочав у 1954 році колгоспником. Служив у Радянській армії, працював бригадиром колгоспу. У 1963 році закінчив Уманський сільськогосподарський інститут імені Горького за спеціальністю «рільництво», отримав кваліфікацію агроном-рільник.
Після інституту з 1963 по 1966 працював головним агрономом радгоспу «Комуніст» Краснолиманського району Донецької області.
Член КПРС з 1965 року.
У 1966—1969 роках — аспірант, молодший науковий співробітник Київського науково-дослідного інституту землеробства.
З жовтня 1969 по березень 1973 працював директором радгоспу «Червоний Жовтень» Балаклійського району Харківської області.
З березня 1973 року — 2-й секретар Балаклійського районного комітету КПУ Харківської області, з серпня 1974 року — голова виконавчого комітету Валківської районної ради депутатів трудящих Харківської області.
З листопада 1974 року — 1-й секретар Валківського районного комітету КПУ Харківської області.
З січня 1979 по липень 1982 року — заступник голови виконавчого комітету Харківської обласної Ради народних депутатів. У липні 1982 — березні 1983 року — перший заступник голови виконавчого комітету Харківської обласної Ради народних депутатів.
У березні 1983 — січні 1991 року — голова виконавчого комітету Харківської обласної Ради народних депутатів.
21 січня 1991 — 21 квітня 1992 року — голова Харківської обласної Ради народних депутатів і голова виконавчого комітету Харківської обласної Ради народних депутатів.
21 травня —-29 жовтня 1991 року — віце-прем'єр-міністр Української РСР (України) (з питань сільського господарства) в уряді Вітольда Фокіна.
20 березня 1992 — червень 1994 (офіційно 2 липня 1995) року — представник Президента України в Харківській області.
26 червня 1994 — червень 1995 року — голова Харківської обласної Ради і виконавчого комітету.
У червні 1995 — 12 квітня 1996 року — голова Харківської обласної Ради.
7 липня 1995 — 12 квітня 1996 року — голова Харківської обласної державної адміністрації.
Помер 12 квітня 1996 року у місті Харкові.

## Громадська діяльність
Сприяв передачі Успенського собору, Пантелеймонівського храму комплексу споруд на території Свято-Покровського чоловічого монастиря у власність Харківської єпархії.

## Родина
Був одружений з Софією Григорівною, мав доньку Ірину Олександрівну Ярославську, онука Олександра 1993 р.н.. Тесть Олександра Ярославського.

## Пам'ять
- 29 квітня 2004 року станцію Харківського метрополітену «Індустріальна» було перейменовано в « Імені О. С. Масельського»;
- В Харкові, на вході до 8 під'їзду Держпрому встановлена меморіальна дошка Олександру Масельському;
- 24 червня 2005 року у місті Валки Харківської області рішенням Валківської районної ради, на честь О. С. Масельського було названо ліцей.[5].
- У березні 2006 року у місті Валки відкрито меморіальну дошку на будинку районної ради О. С. Масельському[6]

## Нагороди та відзнаки
- Звання Герой України з удостоєнням ордена Держави (5 грудня 2006) — за визначні особисті заслуги перед Україною у державному будівництві, соціально-економічному та культурному розвитку Харківщини, багаторічну активну політичну та громадську діяльність (посмертно)[7]
- Почесна відзнака Президента України (7 травня 1995) — за значний особистий внесок у розвиток економіки області, організацію будівництва першої пускової дільниці третьої черги Харківського метрополітену[8]
- Заслужений працівник сільського господарства України (18 листопада 1993) — за значний особистий внесок у збільшення виробництва сільськогосподарської продукції, поповнення державних продовольчих ресурсів[9]
- Два ордени Трудового Червоного Прапора (1973, 1976)
- медаль «За доблесну працю» (1970)
- Орден Святого Благовірного Рівноапостольного князя Володимира першого ступеня УПЦ[10]
- Почесний громадянин Харківської області (2006)[11]